# Milton Delgado
Milton Delgado (Rafael Castillo, 16 giugno 2005) è un calciatore argentino, centrocampista del Boca Juniors.

## Caratteristiche tecniche
È un centrocampista difensivo.

## Carriera

### Club
Delgado è cresciuto nel settore giovanile del Boca Juniors, con cui firmato il primo contratto professionistico nel febbraio del 2024. Ha debuttato in prima squadra il 4 aprile seguente nell'incontro di Coppa Sudamericana pareggiato 0-0 contro il Nacional Potosí.

### Nazionale
Ha giocato nella nazionale argentina Under-20, con la quale nel 2025 ha disputato 8 incontri nel campionato sudamericano Under-20, chiuso al secondo posto.

## Statistiche

### Presenze e reti nei club
Statistiche aggiornate al 16 marzo 2025.
| Stagione        | Squadra         | Campionato      | Campionato | Campionato | Coppe nazionali | Coppe nazionali | Coppe nazionali | Coppe continentali | Coppe continentali | Coppe continentali | Altre coppe | Altre coppe | Altre coppe | Totale | Totale | Totale |
| Stagione        | Squadra         | Comp            | Pres       | Reti       | Comp            | Pres            | Reti            | Comp               | Pres               | Reti               | Comp        | Pres        | Reti        | Pres   | Reti   |        |
| --------------- | --------------- | --------------- | ---------- | ---------- | --------------- | --------------- | --------------- | ------------------ | ------------------ | ------------------ | ----------- | ----------- | ----------- | ------ | ------ | ------ |
| 2024            | Boca Juniors    | PD              | 11         | 0          | CA+CdL          | 2+0             | 0               | CS                 | 4                  | 0                  | -           | -           | -           | 17     | 0      |        |
| 2025            | Boca Juniors    | PD              | 4          | 0          | CA              | 0               | 0               | CL                 | 1                  | 0                  | Cmc         | -           | -           | 5      | 0      |        |
| Totale carriera | Totale carriera | Totale carriera | 15         | 0          |                 | 2               | 0               |                    | 5                  | 0                  |             | -           | -           | 22     | 0      |        |